# LookSmart
LookSmart（ルックスマート）は、オーストラリア発祥のアメリカ合衆国のインターネット広告企業である。

## 概要
1995年に"Homebase"という企業名でオーストラリアのメルボルンにて創業した。1998年に本社をアメリカのサンフランシスコへ移し、社名をLookSmartに改めた。
かつてはリスティング広告とウェブディレクトリを運営しており、マイクロソフトと契約を結んでアメリカのMSNに検索エンジンを提供していた。しかしマイクロソフトが契約期間満了の2004年1月をもってLookSmartとの契約を打ち切ることに決めたためLookSmartは大きな打撃を受け、事業の縮小に踏み切った。その際に後述の日本法人も手放した。
その後、事業形態をウェブディレクトリからクリック報酬型広告に変更している。

## 日本におけるルックスマート
LookSmartという日本語ウェブディレクトリは、http://www.looksmart.co.jp/ という同一のURLで過去に二度開設されている。以下、開設時期の順に便宜上第1期と第2期と呼ぶ。ただし第1期と第2期の間には約7年の断絶があり、運営会社も異なる。

### ルックスマート（第1期、2000年-2006年）
米LookSmart社の日本法人「ルックスマート・ジャパン株式会社」が運営していた日本語版のLookSmart。上述したアメリカ本社の事業縮小のため、ルックスマート・ジャパン社は2004年4月にバリューコマース社の傘下となった。日本語版LookSmartのサイトは引き続き運営されたが、ルックスマート・ジャパンが親会社のバリューコマースに吸収されたことを受けて2006年2月にはサイト名が「バリューコマースサーチ」へと改称された（URLは変更せず）。2006年6月にはサイトが閉鎖された。

### ルックスマート（第2期、2013年-2014年）
リンクス株式会社という2007年設立の企業が、スマートフォン向けのウェブディレクトリとして2013年2月に開設した。2014年11月頃にサイトが閉鎖された。

## 主な供給先

### 英語版LookSmart
- MSN - 2004年1月まで[1]

### 日本語版ルックスマート
以下はいずれも第1期の供給先。
- @nifty - 2005年1月時点[9]
- フレッシュアイ - 2004年4月時点[3]
- ライブドア - 2004年9月1日終了予定[要出典]
- MSN Japan - 2004年4月時点[3]
- BIGLOBE - 2004年4月時点[10]
- Excite - 2004年4月時点[3]
- TBS - 2005年1月時点[9]
- AAA! CAFE - 2004年9月1日終了予定[要出典]
- トクトク [要出典]
- 2ちゃんねる - 2005年1月時点[9]